# Eupithecia fumosa
Eupithecia fumosa är en fjärilsart som beskrevs av George Duryea Hulst 1896. Eupithecia fumosa ingår i släktet Eupithecia och familjen mätare. Inga underarter finns listade i Catalogue of Life.